# Hybridation de l'ADN
L'hybridation de l’ADN est un principe de biologie moléculaire, fondé sur les propriétés d’appariement des bases complémentaires d'acides nucléiques. Ce principe est utilisé dans différentes techniques permettant la mise en évidence de la présence de molécules d'acides nucléiques particulières, c'est entre autres le principe utilisé pour la phase de visualisation suivant un Northern blot ou un Southern blot.
L'hybridation de l’ADN est également le nom d'une méthode d'analyse phylogénétique développée au début des années 1960.

## Principes
L'ADN natif (non dénaturé) est constitué de deux molécules (chaînes) associées par des liaisons non covalentes. Les deux chaînes sont complémentaires et antiparallèles selon la règle de Chargaff, des liaisons de faible énergie (liaison hydrogène) s’établissant entre leurs bases nucléiques d'une manière spécifique, ce qui permet de connaître la séquence d'enchaînement des bases d'une chaîne lorsque la séquence de l'autre est connue. Une chaîne libre peut donc s'associer à une autre chaîne libre pourvu que leurs séquences soient complémentaires : cette association spécifique est appelée hybridation moléculaire.

## L'hybridation de l'ADN comme outil d'analyse phylogénétique

### Dénaturation de l'ADN
Un chauffage progressif d'une solution d'ADN double brin provoque la rupture des liaisons hydrogène et donc la séparation des deux brins complémentaires. Cette étape est appelée la dénaturation de l'ADN.
Après les liaisons hydrogène s'établissent entre les bases appariés C-G (3 liaisons) et A-T (2 liaisons). À longueur égale, plus une séquence d'acides nucléiques est riche en bases C-G, plus l'énergie à fournir pour rompre les liaisons et séparer les deux brins sera importante. L'énergie pour séparer les brins des acides nucléiques dépend donc de leur longueur et de leur composition en %AT et %CG.

### Formation d’un hétéroduplex
Deux brins monocaténaires issus de deux ADN différents sont mis en contact et chauffés. En réduisant progressivement la température, des brins non spécifiques vont s'apparier. La molécule bicaténaire obtenue (hétéroduplex) possède une plus ou moins grande proportion de bases complémentaires qui établissent, entre elles, de nouvelles liaisons hydrogène.

### Dénaturation des hétéroduplex
Dans un dernier temps, les différents hétéroduplex sont chauffés. La température à laquelle 50 % des liaisons hydrogène sont rompues est mesurée et comparée à celle de la molécule naturelle (ADN témoin). Il y a proportionnalité entre l'écart entre ces deux températures et le nombre des liaisons établies lors de l’hybridation.
Plus la température de dénaturation est élevée (proche de celle de la molécule d’ADN témoin), plus la similarité entre bases complémentaires est grande et donc les espèces proches.
Il peut s'agir d'appariement de sondes, d'amorces en PCR dans un thermocycleur.

### Applications
Cette technique permet de déterminer le lien de parenté entre des espèces (Phylogénie) ; par exemple :
- La classification des oiseaux de Sibley et Monroe ;
- Les places respectives d’Homo neanderthalensis et d’Homo sapiens.